# Pendent (topografia)

Senyal de trànsit polonès que indica un camí amb pendent

Un pendent és un declivi del terreny, i també la inclinació d'un vessant respecte de la línia horitzontal.
Els processos de modelatge dels vessants depenen de la inclinació d'aquests, amb un pendent límit (d'uns 45°, encara que aquesta xifra és variable segons l'índole de la roca) a partir del qual se superen les forces de fregament que retenen els materials solts als vessants. En general hi ha un canvi de pendent més o menys brusc entre el vessant i el talús de rebles que es forma a la base; el pendent límit d'aquest talús sol ser d'uns 35º. Després d'un llarg procés de modelatge, un vessant pot tenir un pendent d'equilibri la inclinació del qual ja no canviarà sensiblement mentre durin les mateixes condicions climàtiques i biològiques.
El mesurament d'un pendent és sovint expressat com un percentatge de la tangent. S'usa per expressar la inclinació de, per exemple, un camí sobre una elevació del terreny, on el zero indica que s'està «a nivell» (respecte de la gravetat), mentre que les xifres correlatives ascendents designen inclinacions més verticals. Hi ha tres sistemes de numeració:
- l'angle respecte a l'horitzontal en graus (exemple 45°);
- com a percentatge: la tangent de l'angle d'inclinació multiplicada per 100 (exemple 100% per l'angle de 45°);
- una definició alternativa com a percentatge, com el sinus de l'angle, multiplicat per 100: la raó del canvi d'altitud a la longitud de la superfície entre dos punts qualssevol. (Exemple 71% per un angle de 45°)

En enginyeria vehicular, diversos dissenys basats en accidents geogràfics (automòbils, utilitaris, camionetes, trens, etc.) estan taxats segons la seva habilitat per ascendir el terreny.